# Dallara 3087
A Dallara 3087 egy Formula–3000-es versenyautó, melyet az EuroVenturini és a Forti Corse csapat versenyeztetett az 1987-es nemzetközi Formula–3000 bajnokság során. Az autót a BMS Scuderia Italia csapat is használta az 1988-as Formula–1 világbajnokság idénynyitó, brazil futamán. Egyetlen pilótája Alex Caffi volt.

## Fejlesztése
Giuseppe Lucchini olasz acélmágnás és motorsportrajongó volt, aki Scuderia Italia néven már az olasz ralibajnokságban és a túraautó-világbajnokságban is indított csapatot. 1988-ban úgy döntött, hogy beszáll a Formula–1-be is, és ehhez a Dallara segítségét kérte, hogy tervezzék meg az első autójukat.
A tervezett F188-as kasztni nem készült el időben. A csapatot azonban kötötte a kötelezettségvállalás, miszerint a szezon minden egyes versenyén rajthoz kellett állniuk. Ennek érdekében a Dallara 3087-es kasztni bevetése mellett döntöttek, egyetlen verseny erejéig. Ezt az autót a Formula–3000-ben két csapat is használta, kis átalakítással pedig a Formula–1-ben is használhatóvá vált. Motorikusan is sokkal gyengéb volt, mint a többi autó, hiszen az elavult Ford-Cosworth DFV motort kapta meg, amely csak 3 literes volt, ellentétben a többi csapat 3,5 literes motorjával.

## Versenyben
A Formula–3000-ben több versenyző is vezette a két csapatnál, de csak Marco Apicella volt, aki a bajnokság összes futamán versenyzett vele. Spában pontot is tudott szerezni vele az EuroVenturini csapatnak, miután piros zászlóval megszakították a versenyt Alfonso de Vinuesa és Luis Pérez-Sala hatalmas balesete után. A Forti még 1988-ban is használta a kasztnit, de ők egyik idényben sem szereztek vele egyetlen pontot sem.
Az 1988-as Formula–1 brazil nagydíjra átalakított autó átment a technikai ellenőrzésen, így Caffi részt vehetett a prekvalifikáción. Természetesen nagy reményeket nem lehetett fűzni a szerepléséhez: a legutolsó helyen végzett, 18 másodperccel lemaradva a pole-időhöz képest.
Az autó volt a Formula–1 történetében az utolsó, amely nem Formula–1-es autóként vett részt a világbajnokság bármelyik futamán, továbbá az utolsó, amely a valaha oly elterjedt Ford-Cosworth DFV motort használta.

## Eredmények

### Formula–3000-es eredménylista (1987)
| Pilóta         | Csapat        | SIL | SIL | VLL | VLL | SPA | SPA | PAU | PAU | DON | DON | PER | PER | BRH | BRH | BIR | BIR | IMO | IMO  | BUG | BUG | JAR | JAR |
| Marco Apicella | EuroVenturini | 24  | 15  | 18  | KI  | 14  | 5   | 22  | KI  | 21  | 7   | 24  | KI  | 30  | NK  | 22  | 13  | 13  | KI13 | 24  | 15  | 19  | 7   |
| Jari Nurminen  | EuroVenturini | 27  | NK  | 23  | 13  | 30  | NK  | 25  | NK  |     |     |     |     |     |     |     |     |     |      |     |     |     |     |
| Guido Daccò    | EuroVenturini |     |     |     |     |     |     |     |     |     |     | 23  | 12  | 35  | NK  | -   | -   | -   | -    | -   | -   | -   | -   |
| Nicola Tesini  | EuroVenturini | -   | -   | -   | -   | -   | -   | -   | -   | -   | -   | -   | -   | -   | -   | 35  | NK  | 33  | NK   | -   | -   | -   | -   |
| Nicola Larini  | Forti Corse   | -   | -   | -   | -   | -   | -   | -   | -   | -   | -   | 9   | KI  | 25  | 16  | -   | -   | 20  | KI   | -   | -   | 24  | KI  |

### Formula–1-es eredménylista
| Év   | Csapat              | Motor             | Gumik | Pilóták    | 1   | 2   | 3   | 4   | 5   | 6   | 7   | 8   | 9   | 10  | 11  | 12  | 13  | 14  | 15  | 16  | Pontok | Helyezés |
| ---- | ------------------- | ----------------- | ----- | ---------- | --- | --- | --- | --- | --- | --- | --- | --- | --- | --- | --- | --- | --- | --- | --- | --- | ------ | -------- |
| 1988 | BMS Scuderia Italia | Ford-Cosworth DFV | G     |            | BRA | SMR | MON | MEX | CAN | DET | FRA | GBR | GER | HUN | BEL | ITA | POR | ESP | JPN | AUS | 0      | -        |
| 1988 | BMS Scuderia Italia | Ford-Cosworth DFV | G     | Alex Caffi | NPK |     |     |     |     |     |     |     |     |     |     |     |     |     |     |     | 0      | -        |

† - nem fejezte be a futamot, de rangsorolták, mert teljesítette a versenytáv 90 százalékát

## Forráshivatkozások
1. ↑  A BMS Scuderia Italia-sztori… (magyar nyelven). Napi F1 sztori, 2020. április 3. (Hozzáférés: 2025. április 7.)
2. ↑  Brazil 1988 - Qualifications • STATS F1. www.statsf1.com. (Hozzáférés: 2025. április 7.)